# 第十四世夏瑪巴·米龐確吉羅佐
第十四世夏瑪巴·米龐確吉羅佐（1952年10月27日—2014年6月11日）為藏传佛教噶玛噶举派的第十四世夏玛巴。

## 早年生平
米龐確吉羅佐出生在四川省甘孜藏族自治州的德格縣。早在1793年，第十世夏瑪巴在西藏發動叛亂的緣故被乾隆皇帝禁止轉世。因此第十一世、十二世和十三世的夏瑪巴都是秘密轉世的。1956年，第十六世噶瑪巴·讓炯日佩多傑與第十四世達賴喇嘛·丹增嘉措達成和解，达赖喇嘛建议噶玛巴首先在楚布寺进行对十四世夏玛巴的陞座典礼，然后西藏政府就可以公开解除这项禁令。陞座典礼于1957年在楚布寺举行，但未及西藏政府宣布解除禁令，达赖喇嘛、噶玛巴和夏玛巴均因1959年藏区骚乱逃离西藏。米龐確吉羅佐离藏后駐錫於錫金的絨定寺。而噶玛巴到达印度后再次请求达赖喇嘛解除对夏玛巴的禁令，1963年达赖喇嘛同意了这一请求。1964年，第十四世夏玛巴的正式陞座典礼在锡金的隆德寺举行。

## 第十七世噶瑪巴争议
1981年，第十六世噶瑪巴·讓炯日佩多傑圓寂。第十二世大司徒巴·貝瑪東由寧傑旺波根據十六世噶瑪巴的轉世信函，尋找並認定鄔金欽列多傑為轉世噶瑪巴，隨後同時得到时中華人民共和國政府和噶厦政府（達賴方面）的承認。然而，這項認定不被第十四世夏瑪巴承認，他根据夏瑪巴与噶玛巴有相互认定的传统，另外派人自行尋找噶瑪巴轉世靈童，并于1994年認定赤列塔耶多吉为第十七世噶瑪巴。

## 去世
2014年6月11日，米龐確吉羅佐在德國巴登-符腾堡州伦兴的活动后，因急性心臟病去世，享年61岁。在獲得尼泊爾政府同意後，其遺體原預定經印度送往加德滿都進行火葬。但尼泊爾政府在7月15日宣稱因米龐確吉羅佐擁有不丹護照，經查證後決定撤銷許可。他的遗体在德国巴登-符腾堡，印度的新德里和噶伦堡，以及不丹王宫收到了人们的瞻仰。最终尼泊尔政府撤销先前的决定，米龐確吉羅佐的遗体在加德滿都火葬。

## 转世
2020年，两位第十七世噶玛巴决定共同寻访夏玛巴灵童，以便终结噶瑪噶舉派分裂的局面。